# جهد اختزال

قطب الهيدروجين القياسي
1 – قطب من البلاتين
2 – دخول غاز الهيدروجين
3 – محلول حمضي (H^{+} = 1 مول/لتر)
4 – مصيدة لمنع الأكسجين من الدخول
5 – خزان

جهد الاختزال  في الكيمياء الكهربية لنظام كهركيميائي هو جهد اختزال أحد المواد مقاسا في الظروف القياسية بالمقارنة بنصف خلية قياسية. في الأنظمة الحيوية (البيولوجية) يعرف جهد الاختزال القياسي عند قيمة pH= 7,0 ويقاس بالمقارنة ب قطب قياسي للهيدروجين وضغط جزئي للهيدروجين قدره 1 ضغط جوي. (القيمة pH= 7,0 تسمى بالعربية أس هيدروجيني  أو باهاء ، وعندما يكون «الأس الهيدروجيني» مساويا 7 يكون الماء نقيا متعادلا، أي لا حمضي، ولا قلوي).

## مقـــدمة
يمكن تقسيم تفاعل أكسدة-اختزال إلى نصفي تفاعل. في أحد نصفي التفاعل تحدث عملية أكسدة يحركها جهد أكسدة، وفي نصف التفاعل الآخر تجري عملية اختزال يحركها جهد اختزال. ويمكن وصف جهد الاختزال بأنه جهد أكسدة ولكن مع تغيير إشارته.

## اختيار الظروف القياسية: الجهود القياسية

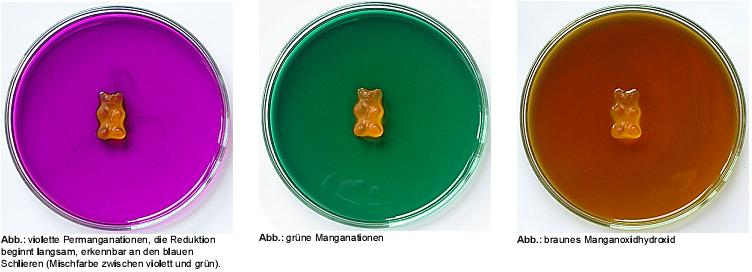
إلى اليسار : المادة الأولية برمنجنات البوتاسيوم. تنتج منجنات خضراء بحسب قيمة pH (في الوسط) ، أو منجنات بنية اللون (إلى اليمين). أما إذا كان المحلول محلولا حمضيا فتظهر منجنات لونها أحمر فاتح.

نظرا لاعتماد جهد الاختزال على ظروف الضغط ودرجة الحرارة أو قيمة باهاء pH ، فقد حددت حالة بعينها لإجراء المقارنة، وهي الظروف التي تعين تحتها أنصاف الأقطاب التي توجد في قائمة الجهود القياسية. في تلك الحالة تسود الظروف القياسية: يبلغ الضغط 1 ضغط جوي، ودرجة الحرارة 298,15 كلفن، وفاعلية كيميائية مساوية 1.
 مثال:
تعتبر برمنجنات البوتاسيوم مادة مؤكسد شديدة، وتعتمد شدة أكسدتها وبالتالي جهدها المؤكسد بشدة على قيمة pH. وعندما نخلط برمنجنات البوتاسيوم بمادة اختزال، تنشأ كاتيونات المنجنيز -II عندما تكون قيمة pH = 1، أو ينشأ أكسيد المنغنيز الرباعي عندما يكون pH = 7، أو أيونات المنجنيز -(VI) عندما يكون pH = 14.
ويتم حساب جهد الاختزال لمادة عند أي ظروف مغايرة عن الظروف القياسية بواسطة معادلة نرنست.

## طريقة القياس
بالإضافة إلى ما ذكرناه بالنسبة إلى معادلة نرنست توجد عدة طرق لقياس جهد الاختزال عمليا:

رسم توضيحي لقطب كالومل.

يمكن قياس جهد الاختزال القياسي لنظام عن طريق الخلية الجلفانية الموضحة حيث يكون أحد الأقطاب هو القطب القياسي للهيدروجين وتعيين الجهد الكهربي بينه وبين القطب المراد قياسه. ويجب أن يكون نصفي الخلية في الظروف القياسية لدرجة الحرارة والضغط والتركيز.
كما يمكن إجراء العملية باستخدام نصف خلية يكون جهد الاختزال لها معروفا واستخدامها للمعايرة. ولذلك نستخدم في مختبراتنا العملية أنصاف خلية أخرى كأنصاف خلية معايرة. ومن ضمنها قطب كالومل المشبع، حيث تقل باستخدامه نسبة الخطأ الناشيء عن تغير درجة الحرارة بالمقارنة باستخدام القطب القياسي للهيدروجين.
| درجة الحرارة | فرق الجهد     |
| ------------ | ------------- |
| + 18 °C      | + 0,2511 فولت |
| + 20 °C      | + 0,2496 فولت |
| + 22 °C      | + 0,2481 فولت |

ونستنتج من ذلك الجدول يتغير جهد الاختزال عندما تتغير درجة الحرارة درجتين بمقدار 6و0 % فقط.

## جهد الاختزال القياسيE0{\displaystyle E_{0}}
يقاس جهد الاختزال القياسي ({\displaystyle E_{0}}) تحت الظروف القياسية:
25درجة مئوية، 1 مولية M تركيز كل نوع من الأيونات في التفاعل، ضغط جزئي =1 ضغط جوي لكل غاز مشترك في التفاعل، وتكون الفلزات في حالة نقية تماما.
ويعين جهد الاختزال القياسي بالمقارنة ب قطب قياسي للهيدروجين SHE كقطب مرجعي، حيث اصطلح العلماء على اتخاذ جهد القطب القياسي للهيروجين مساويا 00و0 فولت. ومن الوجهة التاريخية تستعمل بعض البلاد ومن ضمنها الولايات المتحدة وكندا ، جهد أكسدة قياسي عوضا عن جهد اختزال قياسي في حساباتهم. ولكن جهد الاختزال القياسي ما هو إلى جهد الأكسدة القياسي ولكن بإشارة مختلفة، فلا يشكل ذلك أي إشكال. وتنصح الهيئة الدولية للكيميائيين IUPAC التفرقة بين الاصطلاحين باستخدام symbols as {\displaystyle E_{0}^{r}} == جهد اختزال و{\displaystyle E_{0}^{o}} == «جهد أكسدة».

## التحويل بين الأنواع المختلفة للأقطاب القياسية
نجد في المجلات العلمية أحيانا قيم جهد الاختزال مقاسة بالنسبة إلى قطب عياري يختلف عن القطب المرجعي المراد. في تلك الحالة نلجأ إلى تحويل قيم جهد الاختزال إلى القيم المنتمية إلى القطب المرجعي المراد. كما يلزم أحيانا تحويل قياسات إلى جهد اختزال قياسي بغرض مقارنتها مع غيرها في منشورات علمية. ويمكن إجراء ذلك بسهولة بمعرفة أن الجهد المشاهد عمليا يمثل الفرق بين الجهد على القطب المستخدم والجهد على القطب المرجعي، أي أن:
{\displaystyle E_{obs|ref2}=E_{obs|ref1}-E_{ref2|ref1}}
حيث:
{\displaystyle obs} التفاعل المشاهد،
{\displaystyle ref2} الجهد المرجعي المستخدم،
{\displaystyle ref1} الجهد المرغوب التحويل إليه.
العلاقات الفلطية بين الأنواع المختلفة للأقطاب القياسية عند درجة حرارة 25 °C :
حيث (SHE (mV : قطب قياسي للهيدروجين، (مللي فولت)
| القطب المرجعي              | جهد القطب بالمقارنة ب (SHE (mV |
| -------------------------- | ------------------------------ |
| قطب قياسي للهيدروجين (SHE) | 0                              |
| قطب كالومل المشبع (SCE)    | + 241                          |
| Ag/AgCl, 1 M KCl           | + 236                          |
| Ag/AgCl, 4 M KCl           | + 200                          |
| Ag/AgCl, sat. KCl          | +197                           |

وعلى سبيل المثال، إذا قمنا بقياس القطب المشبع KCl Ag/AgCl كمرجع (ref2) وحصلنا على القيمة 300 مللي فولت وأردنا تعيينها بالنسبة إلى جهد الاختزال القياسي ({\displaystyle E_{0}}) المقاس باستخدام القطب القياسي للهيدروجين (ref1), عندئذ يجب «إضافة» 197 مللي فولت إلى 200 مللي فولت ونحصل على 497 مللي فولت، إذ أن:
{\displaystyle 300mV=E_{obs|ref1}-197mV}
وبالتالي نحصل على:
{\displaystyle E_{obs|ref1}=300mV+197mV=497mV}
وبالتالي تكون:
{\displaystyle E_{obs|SHE}=E_{0}=497mV-0mV=497mV}
وبالمثل، إذا قمنا بالقياس بواسطة قطب الفضة المشبع KCl Ag/AgCl (مرجعنا (ref2)) وعينا 300 مللي فولت وأردنا تحويله إلى المرجع قطب كالومل القياسي ref2) SCE) نحصل على:
{\displaystyle 300mV=E_{obs|ref1}-197mV}
وبالتالي تكون:
{\displaystyle E_{obs|ref1}=300mV+197mV=497mV}
وبالتالي:
{\displaystyle E_{obs|SCE}=497mV-241mV=256mV} 

## معادلة نرنست
يعتمد الجهد {\displaystyle E_{h}} على أس هيدروجيني لمحلول. وتكتب معادلة نصف تفاعل عادة كتفاعل اختزال، (حيث نكتب الإلكترون علي يسار المعادلة):
{\displaystyle aA+bB+n[e^{-}]+h[H^{+}]=cC+dD}
تمثل نصف الخلية جهد القطب القياسي {\displaystyle E_{0}} ويعطى بالمعادلة:
{\displaystyle E_{0}({\textrm {volts}})=-{\frac {\Delta G^{\ominus }}{nF}}}
حيث:
{\displaystyle \Delta G^{\ominus }} التغير في طاقة غيبس الحرة القياسية،
{\displaystyle n} عدد الإلكترونات،
و{\displaystyle F} ثابت فاراداي.
وتربط معادلة نرنست بين الباهاء pH و{\displaystyle E_{h}}:
{\displaystyle E_{h}=E_{0}+{\frac {0.05916}{n}}\log \left({\frac {\{A\}^{a}\{B\}^{b}}{\{C\}^{c}\{D\}^{d}}}\right)-{\frac {0.05916h}{n}}{\text{pH}}}
حيث تدل الأقواس على الفاعلية الكيميائية لكل مادة كما هو معهود. وتبين المعادلة علاقة خطية لاعتماد {\displaystyle E_{h}} على «الباهاء» pH
حيث يبلغ الميل
{\displaystyle -0.05916h/n} فولت (القيمة «باهاء» pH ليس لها وحدات.)
تعني هذه العلاقة أن الجهد {\displaystyle E_{h}} ينخفض بزيادة الباهاء pH. ونشاهد ذلك عند اختزال الأكسجين
O2 إلى OH−
واختزال H+ إلى H2.

## جهد الاختزال في البيولوجيا
نحسب في العمليات البيولوجية الجهد ΔEo' عندما تكون pH 7. وفي التفاعلات المتعلقة بالبروتين نحصل على فرق جهد 0,413 فولت كما نرى في الجدول التالي:
مع ملاحظة: عند اعطاء جهد الاختزال Eo أو Eo' في الجدول يكون الجهد مقاسا بالنسبة إلى القطب العادي للهيدروجين !. ويمكن الحصول على جهد اختزال أي تفاعل آخر ΔEo وبالتالي ΔEo' عن طريق حساب الفرق بينه وبين الجهد المعني Eo'.
| تفاعل أكسدة-اختزال                         | n | Eo in V by pH 0 | Eo' in V by pH 7 |
| ------------------------------------------ | - | --------------- | ---------------- |
| Ferredoxin Fe2+/Fe3+                       | 1 | −0,43           | −0,43            |
| ½ H2 /H+                                   | 1 | 0               | −0,413           |
| NADH,H + / NAD+, 2H+                       | 2 | +0,09           | −0,32            |
| Liponsäure: Lipons.-H2/Lipons., 2 H+       | 2 | +0,21           | −0,20            |
| Ethanol/Acetaldehyd 2 H+                   | 2 | +0,21           | −0,20            |
| Flavin-Nucleotide (FAD, FMN): F–H2/ F, 2H+ | 2 | +0,22           | −0,19*)          |
| Glutathion: 2GSH/(GS)2, 2 H+               | 2 | +0,31           | −0,10            |
| Suc/Fum, 2 H+                              | 2 | +0,38           | −0,03            |
| Ascorbat/Dehydroasc., 2 H+                 | 2 | +0,35           | +0,06            |
| Hydrochinon/Ubichinon, 2 H+                | 2 | +0,51           | +0,10            |
| H2O/½O2, 2 H+                              | 2 | +1,23           | +0,82            |
| Häm-Eisen-Proteine                         |   |                 |                  |
| Katalase Fe2+/Fe3+                         | 1 | −0,5            | −0,5             |
| Peroxidase Fe2+/Fe3+                       | 1 | −0,2            | −0,2             |
| Cytochrom b562 Fe2+/Fe3+                   | 1 | −0,1            | −0,1             |
| Cytochrom b5 Fe2+/Fe3+                     | 1 | +0              | +0               |
| هيموغلوبين، Myoglobin Fe2+/Fe3+            | 1 | +0,1            | +0,1**)          |
| Cytochrom c Fe2+/Fe3+                      | 1 | +0,25           | +0,25            |

*) بالنسبة إلى Flavin-Nucleotiden فهو يكون مرتبطا بمجموعة بروستيتيك prosthetic group والتي يعتمد جهدها الاختزالي على زميل البروتين.
**) من الظواهر العجيبة هي قلة استعداد الهيموجلوبين Hämoglobin لإعطاء إلكترون: وقد يؤدي ذلك إلى اختلال الأداء.

## اقرأ أيضا
- تفاعل أكسدة-اختزال
- جهد تحلل
- قطب كالومل المشبع
- تحليل كهربائي
- اختزال
- تفاعل عكوس
- بطارية الرصاص
- تفكك كيميائي
- كيمياء كهربية
- قائمة الجهود القياسية